# David Sholtz

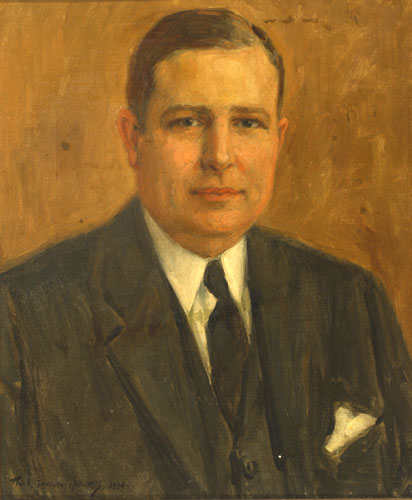
David Sholtz

David Sholtz, född 6 oktober 1891 i Brooklyn, New York, död 21 mars 1953 i Key West, Florida, var en amerikansk demokratisk politiker. Han var den 26:e guvernören i delstaten Florida 1933-1937.
Sholtz utexaminerades 1914 från Yale University. Han avlade 1915 juristexamen vid Stetson University. Han tjänstgjorde i USA:s flotta under första världskriget.
Sholtz besegrade tidigare guvernörerna John W. Martin och Cary A. Hardee i demokraternas primärval inför guvernörsvalet 1932. Han vann sedan själva guvernörsvalet och efterträdde 1933 Doyle E. Carlton som guvernör. Han gjorde satsningar inom utbildningspolitikens område som gratis läroböcker och höjda lärarlöner i offentliga skolor. Han var en anhängare av Franklin D. Roosevelts New Deal-reformer. Han efterträddes som guvernör av Fred P. Cone.
Sholtz utmanade utan framgång Claude Pepper i demokraternas primärval inför senatsvalet 1938.
Sholtz grav finns på begravningsplatsen Bellevue Cedar Hill Memory Gardens i Volusia County.